# Megalomma splendida
Megalomma splendida är en ringmaskart som först beskrevs av Moore 1905.  Megalomma splendida ingår i släktet Megalomma och familjen Sabellidae. Inga underarter finns listade i Catalogue of Life.